# Manunggal Makmur
Manunggal Makmur is een bestuurslaag in het regentschap Tanjung Jabung Timur van de provincie Jambi, Indonesië. Manunggal Makmur telt 585 inwoners (volkstelling 2010).